# منطقه ترا کو
منطقه ترا کو (به لاتین: Trà Cú District) یک منطقهٔ مسکونی در ویتنام است که در مکونگ دلتا واقع شده‌است.

## خصوصیات
منطقه ترا کو ۳۶۸ کیلومترمربع مساحت و ۱۶۶٬۵۴۶ نفر جمعیت دارد.